# Luiza Garlippe
Luiza Augusta Garlippe, de codinome Tuca (Araraquara, 16 de outubro de 1941 — Araguaia, 16 de julho de 1974), foi uma guerrilheira brasileira que participou da Guerrilha do Araguaia, movimento rural armado formado pelo Partido Comunista do Brasil (PCdoB) para combater a ditadura militar instalada no país em 1964. 
Foi um dos casos investigados pela Comissão da Verdade, um colegiado organizado pelo governo do Brasil para apurar mortes e desaparecimentos ocorridos durante a ditadura militar brasileira.

## Biografia
Luiza Augusta Garlippe nasceu no dia 16 de outubro de 1941 em Araraquara, interior de São Paulo. Filha de Armando Garlippe e Durvalina Santomo Garlippe, teve mais um irmão da mesma mãe, Saulo Garlippe, que posteriormente também integrou o PCdoB. Luiza perdeu a mãe aos 10 anos e seu pai se casou novamente dois anos mais tarde, tendo mais quatro filhos.
Completou o ensino médio pelo Instituto de Educação Bento de Abreu (IEBA) e em 1960 veio para São Paulo, onde cursou enfermagem pela Universidade de São Paulo (USP). Foi enfermeira-chefe do Departamento de Doenças Tropicais do Hospital das Clínicas, na capital paulista, o que a levou a viagens ao interior do Norte do Brasil por conta de sua especialização,  e também integrou a Associação dos Funcionários do Hospital das Clínicas .  
Luiza participou da Associação dos Funcionários do Hospital das Clínicas, além de distribuir panfletos e organizar os colegas de trabalho.
Morou com seu companheiro, Pedro Alexandrino (desaparecido em 4 de agosto de 1974), na região do rio Gameleira, próximo ao rio Araguaia. Foi lá que Luiza desenvolveu um ativo trabalho relacionado à saúde, principalmente como parteira. Foi com o desaparecimento do guerrilheiro João Carlos Haas Sobrinho, em setembro de 1972, que integrou a Comissão Militar, sendo responsável pelo setor de saúde.   

## Luta armada
Militante do PCdoB, Luiza se articulava politicamente distribuindo panfletos contra a situação política e social do país entre seus colegas de trabalho, além de organizar manifestações.
No começo dos anos 70, ela foi para a região do rio Gameleira, no Araguaia, junto com seu companheiro Pedro Alexandrino de Oliveira Filho, o 'Peri', desaparecido em 4 de agosto de 1974. Lá, juntou-se à então embrionária guerrilha do PCdoB, e passou a fazer parte do Destacamento B, atuando também como parteira entre os moradores da região de Xambioá. Com a morte do médico João Carlos Haas Sobrinho em combate com fuzileiros navais em setembro de 1972, assumiu a função de comandante-médica da guerrilha.

## Guerrilha do Araguaia
A Guerrilha do Araguaia foi um movimento político de esquerda na Amazônia, próximo ao rio Araguaia entre a década de 1960 e 1970. Fundado pelo Partido Comunista do Brasil (PCdoB) o foco do movimento era instalar uma revolução socialista no Brasil se inspirando na Revolução Cubana e na Revolução Chinesa.
A guerrilha era constituída por aproximadamente cento e oitenta pessoas que se estabeleceram na região por aproximadamente seis anos, porém apenas menos de vinte sobreviveram devido a intervenção das Forças Armadas a partir do ano de 1972, quando foram denunciados por informantes secretos.
A maioria de seus membros foram mortos em combates ou capturados e assassinados, mas ainda hoje existem aproximadamente cinquenta desaparecidos políticos de acordo com o Dossiê dos Mortos e Desaparecidos Políticos.
Os embates entre os militantes e a polícia ocorriam na divisa dos estados do Maranhão, Pará e Goiás foram ocultados e apenas vinte anos depois a população teve conhecimento durante o período de redemocratização.

## Morte e desaparecimento
Após o quase extermínio e desbaratamento dos guerrilheiros pelas forças do exército com a Operação Marajoara, em dezembro de 1973, 'Tuca' foi uma das últimas sobreviventes a ser presa viva..
De acordo com o relato de seu irmão, Armando Garlippe Junior, a família a viu pela última vez no início de 1970: 
“Posteriormente, fomos perdendo contato. Não sabíamos onde ela estava. Pensávamos que ela pudesse estar presa. Às vezes, chegavam informações desencontradas sobre o seu paradeiro. Alguns diziam que ela estava no exterior, outros falaram que ela se encontrava no Nordeste. Só muito tempo depois fomos saber sobre o Araguaia. Na verdade, naquela época, a comunicação era difícil. As forças da repressão nos vigiavam.”
Porém, em audiência aberta da Comissão da Verdade, seu irmão Saulo Garlippe descreve ter encontrado a irmã em 1971, ocasião em que ela se despediu para ir em direção ao Araguaia: 
“Foi em janeiro de 71 em frente ao Cine Joia. [...] Ela não poderia dizer para onde ia porque era clandestino esse negócio do Araguaia, ela falou, vou fazer um trabalho político no norte do país, e segura à barra com a família.”
Segundo o Relatório Arroyo, escrito por Ângelo Arroyo, então dirigente do PCdoB, 'Tuca' foi vista pela última vez por seus companheiros após um tiroteio em torno da região da Serra das Andorinhas, no dia 25 de dezembro de 1973. Em 24 de junho de 1974, aos 33 anos, foi surpreendida em uma emboscada por uma patrulha do então capitão Sebastião Moura, mais conhecido como Major Curió, nas margens do rio Sororó, junto com a guerrilheira Dinalva Oliveira Teixeira, a "Dina". Elas foram primeiramente levadas para a base da Casa Azul, em Marabá. Tuca foi depois encaminhada para outra base na cidade de Bacabal, encontrando seu fim em um lugar desconhecido na selva, onde foi executada.
Seu corpo nunca foi encontrado e é dada como desaparecida política.
Ainda durante a audiência aberta da Comissão da Verdade, o irmão de Luiza, Saulo Garlippe, conta que, em dezembro de 2006, o Major Curió afirma, em entrevista à revista Playboy, ter assassinado Luiza e Dina com o auxílio de outro militar :
"Ele [Curió] afirma categoricamente que assassinaram a Luiza e a Dina. Então, continuamos na luta com nossas companheiras para esclarecer esses fatos."
Há desencontros de informações quanto à data de sua morte. O relatório do Ministério do Exército registra o desaparecimento de Luiza desde maio de 1974. Já a Marinha do Brasil declara seu óbito em junho de 1974, enquanto o Ministério Público apresenta a informação de que morreu em 16 de julho de 1974.

## Homenagens
Em homenagem à sua luta contra o regime militar, a Comissão da Direitos Humanos de Araraquara  e o PROCON de Santo André levam seu nome. Além disso, a cidade de Campinas (SP), deu o nome de Luiza à uma rua no bairro Vila Esperança. 
Os bairros de Itaim Paulista e Paciência, nos estados de São Paulo e Rio de Janeiro, respectivamente, têm ruas nomeadas como Luiza Augusta Garlippe.